# Дабир, Алиреза
Алиреза Дабир (перс. علیرضا دبیر‎; род. 16 сентября 1977, Тегеран) — иранский борец вольного стиля, чемпион летних Олимпийских игр 2000 года в Сиднее и чемпион мира (1998).